# Kościół Ewangelicko-Luterański we Włoszech

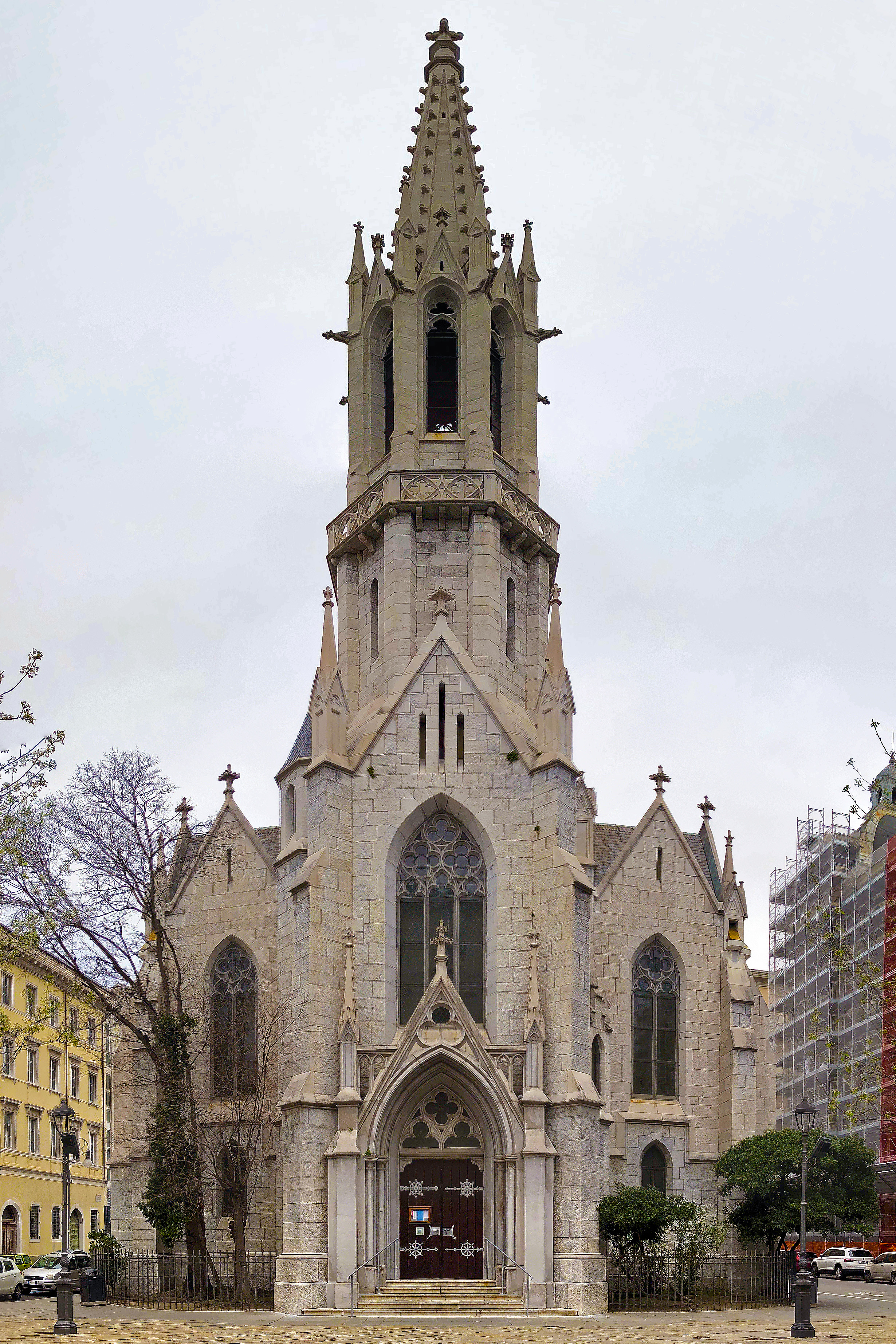
Kościół ewangelicki w Trieście

Kościół Ewangelicko-Luterański we Włoszech (wł. Chiesa Evangelica Luterana in Italia) – luterański związek wyznaniowy istniejący we Włoszech. W jego skład wchodzi 15 zborów, do których w 2019 należało 7000 wiernych. Siedziba kościoła położona jest w Rzymie.

## Historia
Kościół zaczął kształtować się po II wojnie światowej w oparciu o wcześniej powstałe zbory, w dużym stopniu składające się z niemieckojęzycznych wiernych. Nawiązał wówczas stosunki z Światową Federacją Luterańską. W 1949 ukonstytuował się jako odrębna denominacja. W 1961 została uregulowana jego sytuacja prawna, co dokonało się dekretem prezydenta Republiki Włoskiej. W 1967 Kościół był współzałożycielem Federacji Kościołów Ewangelickich we Włoszech (Federazione delle Chiese Evangeliche in Italia), skupiającej historyczne Kościoły protestanckie we Włoszech. W 1995 parlament włoski ratyfikował umowę państwowo-kościelną określającą status Kościoła we Włoszech.

## Wiara
Włoski kościół ewangelicki uznaje się za część jednego, świętego, powszechnego i apostolskiego Kościoła. Jego teologia skupiona jest wokół zbawienia jedynie z wiary, a jedynym jej źródłem pozostaje Biblia. Podkreślana jest zasada powszechnego kapłaństwa wszystkich wierzących. Kościół jest uznawany za zgromadzenie wiernych, którzy są ciałem Chrystusa i ludem Bożym. Każdy usprawiedliwiony człowiek jest wolny. Sednem etyki luterańskiej jest miłość Boga ponad wszystko i posłuszeństwo Jego woli. Nie oznacza to konieczności przestrzegania listy reguł, ale raczej dostosowywania całego życia do miłości Chrystusa oraz działania na rzecz bliźniego. W życiu codziennym, czy to w kościele, w rodzinie czy w pracy, chrześcijanin ma służyć Bogu i bliźniemu. Zewnętrznymi znakami Kościoła są głoszenie Ewangelii i udzielanie sakramentów. Prowadzona jest ordynacja kobiet na duchownych, na mocy decyzji Synodu z maja 2011 udzielane jest też błogosławieństwo par jednopłciowych.
Kościół Ewangelicko-Luterański jest wspólnotą nastawioną ekumenicznie. Celem ekumenizmu nie jest dla niego zjednoczenie wszystkich Kościołów w ramach jednej instytucji kościelnej, ale wzajemne uznanie i struktura, w której cechy każdego indywidualnego Kościoła nadal istnieją, ale nie dzielą. 

## Władze
Najwyższą władzą pozostaje Synod, który decyduje o wszystkich sprawach życia kościelnego. Tworzony delegatów z każdego zboru (dwóch ze parafii liczących do 200 członków, trzech dla parafii od 200 do 400 wiernych i czterech dla zborów powyżej 500 wiernych), duchownych kościoła będących w czynnej służbie duszpasterskiej, dodatkowi członów (maksymalnie czterech, zgłoszonych przez Konsystorz lub przez co najmniej pięciu innych członków Synodu) oraz reprezentantów działalności uznanych przez Synod. W skład Synodu, ale bez prawa głosu, wchodzą również przewodniczący Komisji Rewizyjnej, Kolegium Mediatorów oraz Komisji Techniczno-Finansowej. Wszyscy członkowie Synodu wybierani są na czteroletnią kadencję.
Dziekan, jako główny duchowny, kieruje kościołem i go reprezentuje. Jest wybrany przez Synod. Jego urząd trwa cztery lata i może zostać ponownie wybrany.
Konsystorz, jako organ zarządzający, jest odpowiedzialny za bieżącą działalność kościelną i administrację. Prezydentem Konsystorza jest Dziekan, kolejnym członkiem Konsystorza jest Prodziekan (obydwaj to duchowni). Trzech członków świeckich wybiera się z grona wiceprzewodniczących i urzędników finansowych. Kadencja Konsystorza trwa cztery lata, możliwa jest reelekcja.
Do pozostałych instytucji zwierzchnich Kościoła Ewangelicko-Luterańskiego we Włoszech zalicza się Komisja Rewizyjna, Komisja Arbitrażowa, Komisja Arbitrażowa ds. Wiary i Doktryny oraz szereg innych organów, takich jak Konferencja Pastorów, Komitet Skarbowy i Komitet Finansowy.

## Stosunki z innymi kościołami
Najbliższe stosunki łączą go z Kościołami należącymi do Federacji Kościołów Ewangelickich we Włoszech: Kościołem Waldensów, Chrześcijańską Unią Ewangelicko-Baptystyczną Włoch i Armią Zbawienia. Ściśle współpracuje z Kościołem Ewangelickim w Niemczech oraz posiada umowy partnerskie z Kościołem Ewangelickim Wyznania Augsburskiego w Słowenii, Kościołem Ewangelickim Augsburskiego Wyznania w Austrii i Kościołem Ewangelickim na Węgrzech. Jest także członkiem Światowej Federacji Luterańskiej, Konferencji Kościołów Europejskich i Wspólnoty Kościołów Ewangelickich w Europie. Prowadzi dialog z kościołem katolickim, zaangażowany jest również w relacje chrześcijańsko-żydowskie.